# Jezioro Starogrodzkie
Jezioro Starogrodzkie – jezioro w Polsce, położone w województwie kujawsko-pomorskim, w powiecie chełmińskim, w granicach administracyjnych Chełmna i gminy wiejskiej Chełmno, na obszarze Doliny Fordońskiej.

## Charakterystyka
Jezioro jest starorzeczem Wisły powstałym ostatecznie po wybudowaniu wałów przeciwpowodziowych w XIX w. Położone jest pod krawędzią Wysoczyzny Chełmińskiej. Składa się z dwóch części będących właściwie dwoma osobnymi zbiornikami wodnymi (Jezioro Starogrodzkie Północne i Jezioro Starogrodzkie Południowe), rozdzielonymi wąską groblą z zastawką ograniczającą zanieczyszczenie jeziora północnego.

## Morfometria
Łączna długość obu jezior wynosi około 2,5 km, zaś szerokość nie przekracza 200 m. Łączna powierzchnia wynosi 27,3 ha. 

## Turystyka
Na północnym krańcu jeziora znajduje się ośrodek wypoczynkowy, będący popularnym miejscem rekreacji mieszkańców odległego o ok. 2 km Chełmna.